# Hartmut Schreiber
Hartmut Schreiber (* 28. Januar 1944 in Wittlich) ist ein ehemaliger Ruderer aus der Deutschen Demokratischen Republik, der 1972 eine olympische Bronzemedaille mit dem Achter gewann.
Hartmut Schreiber begann als Radsportler, erst 1962 wandte er sich bei der BSG Einheit Dessau dem Rudersport zu. Nach einem zweiten Platz bei den DDR-Jugendmeisterschaften 1963 wurde er zum SC Dynamo Berlin delegiert, wo er unter Elmar Antony trainierte. Für die Olympischen Spiele 1968 war Schreiber als Ersatzmann nominiert. 1970 gewann er zusammen mit Manfred Schmorde und Reinhard Zahn bei den DDR-Meisterschaften im Zweier mit Steuermann. Vor den Weltmeisterschaften im kanadischen St. Catharines ersetzte Klaus-Dieter Ludwig Reinhard Zahn als Steuermann, Schreiber, Schmorde und Ludwig gewannen die Silbermedaille hinter dem rumänischen Boot. 1971 stellt Antony einen neuen Vierer mit Steuermann zusammen: Harold Dimke als Schlagmann, Manfred Schneider, Manfred Schmorde, Hartmut Schreiber und Steuermann Dietmar Schwarz gewannen nicht nur bei den DDR-Meisterschaften, sondern belegten auch bei den Europameisterschaften in Kopenhagen den zweiten Platz hinter dem bundesdeutschen Bullenvierer mit Peter Berger am Schlag.
1972 wechselte der komplette Vierer in den Achter, der bei den Olympischen Spielen auf der Regattastrecke Oberschleißheim in der Besetzung Hans-Joachim Borzym, Jörg Landvoigt, Harold Dimke, Manfred Schneider, Hartmut Schreiber, Manfred Schmorde, Bernd Landvoigt, Heinrich Mederow und Dietmar Schwarz antrat. Der Achter belegte im Vorlauf den dritten Platz hinter den Booten aus der Sowjetunion und aus den Niederlanden, gewann aber sein Halbfinale vor den Booten aus der Sowjetunion und aus den Vereinigten Staaten. Im Finale siegten die Neuseeländer, mit sechs Hundertstelsekunden Rückstand auf die Vereinigten Staaten erruderten die DDR-Ruderer die Bronzemedaille.
Hartmut Schreiber ist gelernter Werkzeugmacher und studierter Staatswissenschaftler, er leitete das Berliner Trainingszentrum für Schwimmer und wurde nach der Wende von der Berliner Kriminalpolizei übernommen.